# Оригинальная трилогия «Звёздных войн»
Трилогия «Звёздных войн» (англ. Star Wars Trilogy), часто в разговорной речи называемая оригинальной трилогией (англ. original trilogy) или классической трилогией (англ. classic trilogy), представляет собой первый набор из трёх фильмов, снятых во франшизе «Звёздные войны», американской космической опере, созданной Джорджем Лукасом. Она была произведена студией Lucasfilm и распространена 20th Century Fox. Состоит из оригинального фильма «Звёздные войны» (1977), «Звёздные войны. Эпизод V: Империя наносит ответный удар» (1980) и «Звёздные войны. Эпизод VI: Возвращение джедая» (1983). В фильмах повествуется о Галактической гражданской войне между Повстанческим альянсом и тиранической Галактической Империей, а также об архетипическом путешествии героя Люка Скайуокера и его стремлении стать джедаем под руководством мастеров-джедаев Оби-Вана Кеноби и Йоды. Люк объединяет усилия с принцессой Леей, Ханом Соло, Чубаккой, C-3PO, R2-D2 и Повстанческим альянсом, чтобы противостоять Империи и злому Лорду ситхов Дарту Вейдеру.
Оригинальная трилогия служит вторым актом саги из девяти эпизодов Саги Скайуокеров. Затем последовали трилогия приквелов между 1999 и 2005 годами и трилогия сиквелов между 2015 и 2019 годами. В совокупности их называют «Сага Скайуокеров», чтобы отличать их от спин-оффов, снятых в одной и той же вселенной.

## Происхождение
В 1971 году Лукас хотел снять экранизацию сериала «Флэш Гордон», но не смог получить права для этого. Он начал развивать свой собственный сюжет, вдохновлённый работой Эдгара Райса Берроуза. Сразу после режиссирования «Американских граффити» (1973) Лукас написал двухстраничный синопсис для своей космической оперы под названием «Журнал Уиллов» (англ. Journal of the Whills). После того, как «United Artists», «Universal Studios» и «Disney» отвергли фильм, «20th Century Fox» решила инвестировать в него. Лукас чувствовал, что его оригинальный сюжет слишком трудный для понимания, поэтому 17 апреля 1973 года начал писать сценарий на 13 страницах под названием «Звёздные войны», имеющий сильные сходства со «Скрытой крепостью» Акиры Куросавы (1958). К маю 1974 года он расширил сценарий до первого черновика, но обнаружил, что он слишком длинный для одного фильма. Последующие черновики превратились в сценарий оригинального фильма.
Лукас вёл переговоры о сохранении прав на продолжение. Том Поллок, тогдашний адвокат Лукаса, пишет: «Мы пришли к соглашению о том, что Джордж сохранит права на продолжение. Не все [права на мерчандайзинг], которые пришли позже, заметьте, а только права на продолжение. И Fox получит первую возможность и последний отказ от права снимать фильм». Лукасу предложили 50 000 долларов на написание, ещё 50 000 на продюсирование и 50 000 на руководство фильма; его компенсация за режиссёрство была позже увеличена до 100 000 долларов. Он также вёл переговоры о правах на продолжение и владении 40% прибыли от продаж. Член актёрского состава «Американских граффити» Харрисон Форд бросил играть, пытаясь стать плотником, пока Лукас не нанял его, чтобы он сыграл Хана Соло.

## Кастинг
Тысячи актёров были отсмотрены при поиске главного состава трилогии. Многие зрители считают, что выбранные актёры воплотили отношения на экране, хотя некоторые из них были неопытными, за исключением заметных Алека Гиннесса и Питера Кушинга. Некоторые, такие как Форд, назвали диалоги в сценариях неуклюжими, и несколько строк были придуманы на ходу, но именно эти моменты считаются самыми запоминающимися в фильме.

## Фильмы
«Звёздные войны. Эпизод IV: Новая надежда» был выпущен в прокат 25 мая 1977 года. Главный герой Люк Скайуокер оказывается втянут в галактический конфликт между Империей и Повстанческим альянсом двумя дроидами и старым рыцарем-джедаем. Он помогает одержать одну из самых значительных побед Восстания. Неожиданный успех фильма заставил Лукаса сделать его основой тщательно продуманного киносериала. С предысторией, которую он создал для сиквелов, Лукас решил, что серия будет трилогией трилогий с оригинальным фильмом с указанным выше подзаголовком, чтобы установить его как первую часть второй трилогии.
«Звёздные войны. Эпизод V: Империя наносит ответный удар», был выпущен 21 мая 1980 года и повествует о дальнейших приключениях Люка, который начинает тренироваться в качестве джедая под руководством последнего живого мастера-джедая магистра Йоды. Люк противостоит Лорду ситхов Дарту Вейдеру, который, как впоследствии выясняется, является отцом Люка. Вейдер пытается переманить Люка на тёмную сторону Силы.
«Звёздные войны. Эпизод VI: Возвращение джедая» были выпущены на большой экран 25 мая 1983 года. В них Люк показан как полноценный джедай. Люк пытается вернуть Вейдера на светлую сторону Силы, спасая галактику от Империи. Сиквелы были профинансированы Lucasfilm и, как правило, рекламировались без различий эпизодических чисел в их начальных титрах.
| Фильм                         | Дата выхода | Режиссёр        | Сценарист(ы)                  | Сюжет        | Продюсер         | Дистрибьютор                                                    |
| ----------------------------- | ----------- | --------------- | ----------------------------- | ------------ | ---------------- | --------------------------------------------------------------- |
| Звёздные войны                | 25 мая 1977 | Джордж Лукас    | Джордж Лукас                  | Джордж Лукас | Гэри Курц        | 20th Century Fox (начально) Walt Disney Studios Motion Pictures |
| Империя наносит ответный удар | 21 мая 1980 | Ирвин Кершнер   | Ли Брэкетт и Лоуренс Кэздан   | Джордж Лукас | Гэри Курц        | 20th Century Fox (начально) Walt Disney Studios Motion Pictures |
| Возвращение джедая            | 25 мая 1983 | Ричард Маркуанд | Лоуренс Кэздан и Джордж Лукас | Джордж Лукас | Ховард Казанджян | 20th Century Fox (начально) Walt Disney Studios Motion Pictures |

### «Новая надежда»
Космический корабль повстанцев перехвачен Империей над пустынной планетой Татуин. На борту жестокий имперский полководец Дарт Вейдер и его штурмовики захватывают принцессу Лею Органу, тайного члена Восстания. Перед захватом Лея убеждается, что дроид R2-D2 сбежит с украденными Имперскими чертежами для бронированной космической станции, Звезды Смерти и голографическим сообщением для Мастера-джедая Оби-Вана Кеноби, который живёт в изгнании на Татуине. Вместе с C-3PO R2-D2 находится в собственности Люка Скайуокера, фермера, которого воспитывали его тётя и дядя. Люк помогает дроидам найти Оби-Вана, теперь одинокого старого отшельника, известного как Бен Кеноби. Он проявляет себя как друг отсутствующего отца Люка, Энакина Скайуокера, который был учеником Джедая Оби-Вана, пока его не убил Вейдер. Он говорит Люку, что он также должен стать джедаем. После обнаружения фермы его семьи которая была разрушена Империей, они нанимают контрабандиста Хана Соло, его второго пилота-Вуки Чубакку и их космический грузовой корабль «Тысячелетний сокол». Они обнаруживают, что родной мир Леи, Альдераан, разрушен и вскоре захвачен самой планеторазрушающей Звездой Смерти. Пока Оби-Ван отключает луч трактора, Люк и Хан спасают пленную принцессу Лею, преодолевая невероятные опасности. Наконец, они передают планы Звезды Смерти Альянсу Повстанцев в надежде использовать слабость и начинают атаку на Звезду Смерти.

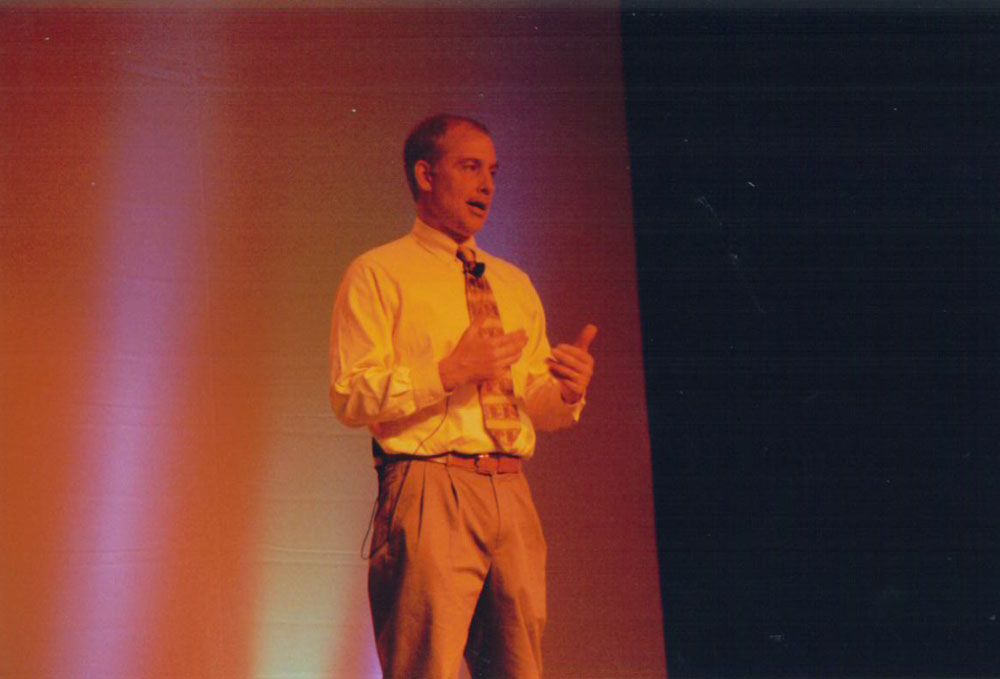
Бен Бёртт разработал знаковое звуковое пространство оригинальной трилогии.

Первый черновик под названием «Звёздные войны» представил «Силу» и молодого героя Люка Старкиллера. Энакин появился как отец Люка, мудрый рыцарь-джедай. Между черновиками Лукас читал «Героя с тысячью лицами» Джозефа Кэмпбелла и с удивлением обнаружил, что его сюжет «следовал классическим мотивам». Третий проект заменил (умершего) Энакина на Бена Кеноби. Несколько месяцев спустя Лукас договорился о контракте, который дал ему права на два сиквела. Лукас нанял Алана Дина Фостера, который был писателем-призраком новеллизации первого фильма, чтобы написать их с основным творческим ограничением, которое они могли снимать при низком бюджете. К 1976 году был подготовлен четвёртый черновик для основной съёмки. Фильм был назван «Приключения Люка Старкиллера, взятый из «Журнала Уиллов, Сага I: Звёздные войны» (англ. The Adventures of Luke Starkiller, as taken from the Journal of the Whills, Saga I: The Star Wars). Во время производства Лукас сменил имя Люка на Скайуокера и сократил название до «Звёздных войн». В тот момент Лукас не ожидал, что фильм потребует полномасштабных продолжений. Четвёртый черновик сценария претерпел незначительные изменения и стал отдельным сюжетом, закончившимся разрушением Империи в Звезде Смерти. Предполагалось, что в случае успеха фильма Лукас сможет адаптировать романы Фостера в низкобюджетные продолжения. К этому моменту Лукас разработал предварительную предысторию, чтобы помочь в разработке саги.
Звёздные войны превзошли все ожидания. Успех фильма и его продажи товаров привели к тому, что Лукас сделал «Звёздные войны» основой для тщательно продуманного киносериала и использовал прибыль для финансирования своего центра кинопроизводства «Ранчо Скайуокера». После выхода первого сиквела оригинальный фильм был озаглавлен «Эпизод IV: Новая надежда» в сценарии, выпущенном в книге «Искусство „Звёздных войн“» 1979 года, и для всех последующих переизданий, начиная с театрального переиздания в 1981 году.

### «Империя наносит ответный удар»
Через три года после уничтожения Звезды Смерти Империя вынуждает Альянс Повстанцев покинуть свою секретную базу на планете Хот. По указанию духа Оби-Вана, Люк отправляется в болотный мир Дагоба, чтобы найти изгнанного мастера-джедая Йоду. Обучение джедайству Люка прерывается Вейдером, который заманивает его в ловушку, захватив Хана и Лею в Облачном городе на Беспине, которым управляет старый друг Хана Лэндо. Во время ожесточённой дуэли Вейдер раскрывает шокирующую правду об отце Люка.
Из-за финансовых проблем Лукас сократил роман Алана Дина Фостера «Осколок кристалла власти» (1978), ограничив линию Люка, Леи и Дарта Вейдера. После успеха оригинального фильма Лукас знал, что сиквелу будет предоставлен разумный бюджет, и нанял Ли Брекетт написать сценарий по своему сюжету. Она закончила черновик к началу 1978 года, но умерла от рака, прежде чем Лукас смог обсудить изменения, которые он хотел, чтобы она внесла. Его разочарование по поводу первого черновика, возможно, заставило задуматься о новых направлениях. Лукас написал следующий черновик, первый сценарий с эпизодической нумерацией для сюжета «Звёздных войн». Лукас нашёл этот черновик приятным для написания, в отличие от годовой борьбы за написание первого фильма, и быстро создал ещё два в апреле 1978 года. Сюжетный поворот о том, что Вейдер был отцом Люка, сильно повлиял на серию. После написания этих черновиков Лукас раскрыл предысторию между Энакином, Оби-Ваном и Императором.
Создав эту новую предысторию, Лукас решил, что серия станет трилогией трилогий, обозначив первый сиквел «Эпизод V: Империя наносит ответный удар» в следующем черновике. Лоуренс Кэздан, который только что закончил писать первый черновик «В поисках утраченного ковчега», был нанят для написания следующих черновиков и внес дополнительный вклад от режиссёра Ирвина Кершнера. Кэздан, Кершнер и продюсер Гэри Курц рассматривали фильм как более серьёзный и взрослый сюжет и разработали продолжение лёгких приключенческих корней первого фильма.

### «Возвращение джедая»
Примерно через год после захвата Хана Люк присоединяется к Лее и Лэндо в попытке спасти его от гангстера Джаббы Хатта. После этого Люк возвращается в Дагобу с целью завершить своё обучение, только чтобы найти Йоду на его смертном одре. В своих последних словах Йода подтверждает правду об отце Люка и говорит, что Люк должен снова встретиться с Вейдером, чтобы завершить своё обучение. Когда повстанцы ведут атаку на вторую Звезду Смерти, Люк вовлекает Вейдера в дуэль на световых мечах, пока Император Палпатин наблюдает. Оба лорда ситхов намерены повернуть Люка на тёмную сторону и принять его в качестве ученика.
Изначально Форд не подписывался на участие во втором сиквеле, но был убеждён вернуться при условии, что его персонаж умрёт. Курц хотел горько-сладкого финала, обрисованного Лукасом, который не только видел Хана мёртвым, но и изобразил силы повстанцев, Лея боролась как королева, а Люк уходил один (как в спагетти-вестерне) — тогда как Лукас хотел сделать конец счастливее, отчасти чтобы стимулировать продажи игрушек. Это привело к напряжённости между ними, в результате чего Курц покинул производство.

## Темы
Трилогия «Звёздных войн», в отличие от научной фантастики, которая имеет гладкую и футуристическую обстановку, изображает галактику грязной в концепции Лукаса об «используемой вселенной». Это было частично вдохновлено историческими фильмами Акиры Куросавы, которые, как и оригинальная трилогия «Звёздных войн», часто начинаются in medias res без объяснения полной предыстории.
Политическая наука была важным элементом «Звёздных войн» с момента появления франшизы в 1977 году, которая была сосредоточена на борьбе между демократией и диктатурой. Дизайн Дарта Вейдера, первоначально вдохновлённый доспехами самураев, также включал немецкий военный шлем. Изначально Лукас представлял Ситхов как группу, которая служила Императору так же, как СС — Адольфу Гитлеру. Он был олицетворён в виде Вейдера. Лукас также провёл параллели между Палпатином и историческими диктаторами, такими как Юлий Цезарь, Наполеон, и политиками, как Ричард Никсон.. Штурмовики заимствуют имя штурмтруперов Первой мировой войны, имперские офицеры носят униформу, напоминающую форму немецких войск во время Второй мировой войны, а офицеры по вопросам безопасности напоминают одетых в чёрное СС, вплоть до стилизованной серебряной головы смерти. Термины Второй мировой войны использовались для имён в фильмах — например планеты Кессель (термин, относящийся к группе окружённых сил) и Хот (Херманн Хот был немецким генералом, служившим на Восточном фронте). Кадры командиров, просматривающих экраны AT-AT в «Империи наносит ответный удар», напоминают интерьеры танков, а космические сражения в оригинальном фильме основаны на воздушных боях Первой и Второй мировых войн.

## Переиздания
«Новая надежда» повторно показывалась в кинотеатрах в 1978, 1979, 1981 и 1982 годах. Все три фильма выпущены в различных форматах домашнего видео, включая LaserDisc и VHS. Трилогия была повторно показана в кинотеатрах в «Специальном издании» 1997 года, в котором были представлены различные дополнения и изменения, некоторые из которых были восприняты негативно. Эти версии были выпущены на VHS, заменив оригинальные версии фильмов как «оригинальное» видение Лукаса, и были созданы частично для того, чтобы оживить интерес к саге перед трилогией приквелов. Дальнейшие изменения во всех трёх фильмах были внесены для выпуска DVD в 2004 году, призванного привести фильмы в большую преемственность с приквелами. Они были переизданы в 2006 году с бонусными дисками оригинальных версий фильмов (перенесены с LaserDiscs 1993 года). В 2011 году на Blu-ray были выпущены бокс-сеты оригинальной и приквельной трилогий, включая очередные изменения.
В начале 2010-х годов для основных шести фильмов киносаги были запланированы 3D-издания, однако после финансово разочаровывающей 3D-версии «Скрытой угрозы» 2012 года все остальные были отменены.
В 2019 году Кэтлин Кеннеди, президент Lucasfilm с момента приобретения компанией Disney в 2012 году, заявила, что не будет вносить изменения в оригинальную трилогию Лукаса, потому что «они всегда останутся его».
Изначально было неясно, будут ли первые шесть фильмов франшизы «Звёздных войн» доступны на Disney+ после запуска сервиса, поскольку TBS сохраняла права на трансляцию до 2024 года в рамках своих прав на кабельное вещание франшизы. 11 апреля 2019 года было объявлено, что фильмы будут доступны при запуске.

## Восприятие

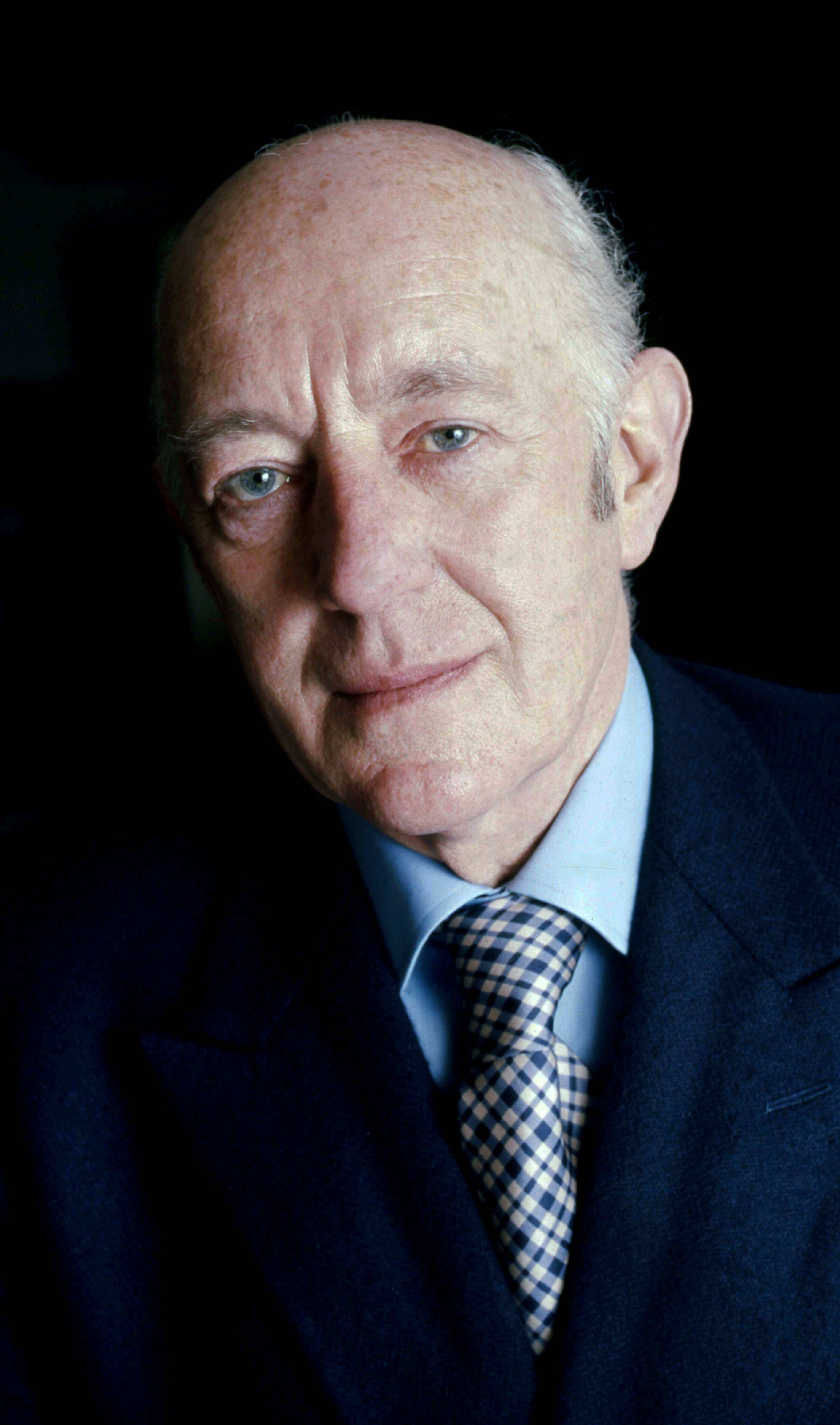
Алек Гиннесс, получил премию Сатурн за лучшую роль второго плана и номинации на Оскар и Золотой Глобус, за свою роль мастера джедая Оби-Вана Кеноби в «Новой надежде». На сегодняшний день он единственный актёр, который был номинирован на Оскар за роль в фильмах Звёздных войн.

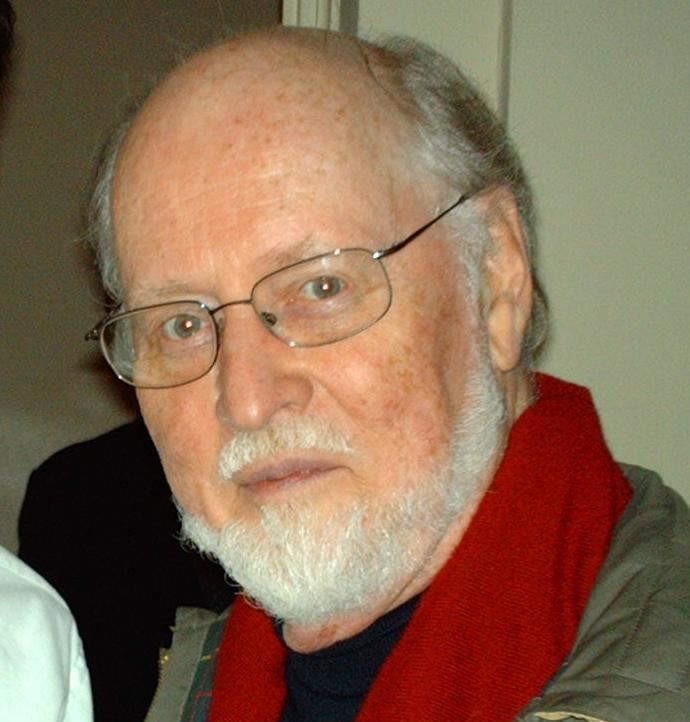
Музыкант Джон Уильямс получил премии Оскар, BAFTA, Золотой глобус и Сатурн за музыку «Новой надежды».

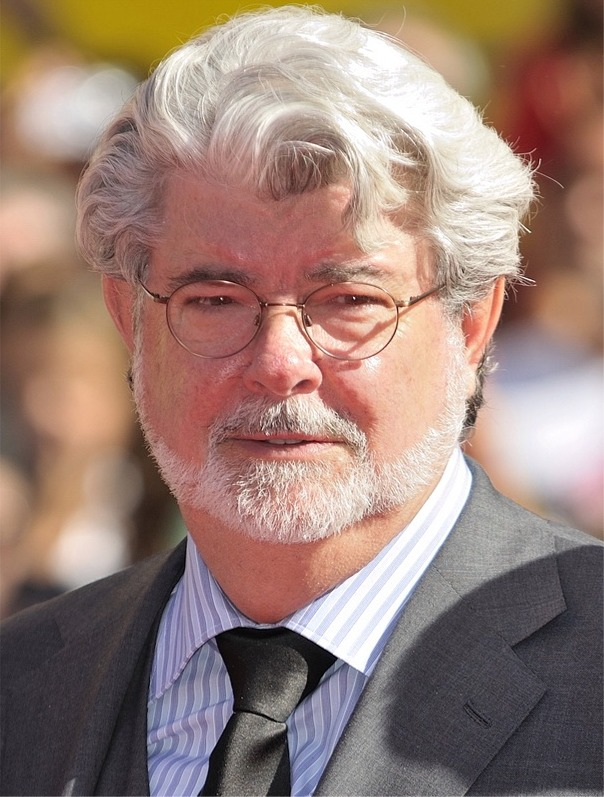
Создатель фильма Джордж Лукас получил премии Сатурн за режиссуру и сценарий и номинации на премии (Оскар, Гильдию режиссёров Америки, Золотой глобус) за режиссуру и премии (Оскар, Гильдию сценаристов США) за сценарий «Новой надежды».

«Новая надежда» и «Империя наносит ответный удар», как полагают многие, считаются одними из величайших фильмов, когда-либо сделанных, а «Возвращение джедая» был воспринят чуть более прохладно, хотя, в целом, фильм получил положительные отзывы.
Популярность фильмов породила многочисленные пасхалки и отсылки в произведениях популярной культуры. Например, в телесериалах, таких как «Симпсоны», и фильмах, таких как «Клерки», а также в политической лексике, как в прозвище Теда Кеннеди за «Стратегическую оборонную инициативу» Рональда Рейгана. Художественные и технологические достижения трилогии оказали влияние на других режиссёров, включая Ридли Скотта, Джеймса Кэмерона, Дэвида Финчера, Джосса Уидона, Питера Джексона и Кристофера Нолана, а также режиссёра трилогии сиквелов Дж. Дж. Абрамса.

### Критическая реакция
| Фильм                         | Rotten Tomatoes                              | Metacritic      |
| ----------------------------- | -------------------------------------------- | --------------- |
| Новая надежда                 | 93 % (8.81/10 средний рейтинг) (124 отзывов) | 90 (24 отзыва)  |
| Империя наносит ответный удар | 94 % (8.97/10 средний рейтинг) (102 отзыва)  | 82 (25 отзывов) |
| Возвращение джедая            | 82 % (7.25/10 средний рейтинг) (94 отзыва)   | 58 (24 отзыва)  |

### Премия Оскар
| Оскар                                | Фильм             | Фильм                         | Фильм              |
| Оскар                                | Новая надежда     | Империя наносит ответный удар | Возвращение джедая |
| Оскар                                | 50-я премия Оскар | 53-я премия Оскар             | 56-я премия Оскар  |
| ------------------------------------ | ----------------- | ----------------------------- | ------------------ |
| Лучший фильм                         | Номинация         | н/д                           | н/д                |
| Лучший режиссёр                      | Номинация         | н/д                           | н/д                |
| Лучший оригинальный сценарий         | Номинация         | н/д                           | н/д                |
| Лучшая мужская роль второго плана    | Номинация         | н/д                           | н/д                |
| Лучший дизайн костюмов               | Победа            | н/д                           | н/д                |
| Лучший монтаж                        | Победа            | н/д                           | н/д                |
| Лучшая музыка к фильму               | Победа            | Номинация                     | Номинация          |
| Лучшая работа художника-постановщика | Победа            | Номинация                     | Номинация          |
| Лучший звуковой монтаж               | н/д               | н/д                           | Номинация          |
| Лучший звук                          | Победа            | Победа                        | Номинация          |
| Лучшие визуальные эффекты            | Победа            | н/д                           | н/д                |
| За особые достижения                 | Победа            | Победа                        | Победа             |

### Премия Сатурн
| Сатурн                               | Фильм             | Фильм                         | Фильм              |
| Сатурн                               | Новая надежда     | Империя наносит ответный удар | Возвращение джедая |
| Сатурн                               | 5-я премия Сатурн | 8-я премия Сатурн             | 11-я премия Сатурн |
| ------------------------------------ | ----------------- | ----------------------------- | ------------------ |
| Лучший научно-фантастический фильм   | Победа            | Победа                        | Победа             |
| Лучшая режиссура                     | Победа            | Победа                        | Номинация          |
| Лучший сценарий                      | Победа            | Номинация                     | Номинация          |
| Лучший актёр                         | Номинация         | Победа                        | Победа             |
| Лучший актёр                         | Номинация         | Победа                        | Победа             |
| Лучшая актриса                       | Номинация         | н/д                           | Номинация          |
| Лучший актёр второго плана           | Победа            | Номинация                     | Номинация          |
| Лучший актёр второго плана           | Номинация         | Номинация                     | Номинация          |
| Лучший дизайн костюмов               | Победа            | Номинация                     | Победа             |
| Лучший грим                          | Победа            | н/д                           | Победа             |
| Лучшая музыка                        | Победа            | Номинация                     | Номинация          |
| Лучшие спецэффекты                   | Победа            | Победа                        | Победа             |
| Лучшая работа художника-постановщика | Победа            | н/д                           | н/д                |
| Лучший монтаж                        | Победа            | н/д                           | н/д                |
| Лучшие декорации                     | Победа            | н/д                           | н/д                |
| Лучший звук                          | Победа            | н/д                           | н/д                |
| Лучший оператор                      | Победа            | н/д                           | н/д                |
| Специальная награда                  | Победа            | н/д                           | н/д                |
| Лучший DVD-сборник                   | Победа            | Победа                        | Победа             |
| Лучший DVD-сборник                   | Номинация         |                               |                    |

### Кассовые сборы
| Фильм                         | Дата выпуска | Бюджет     | Доходы от кассовых сборов | Доходы от кассовых сборов                  | Доходы от кассовых сборов | Доходы от кассовых сборов | Рейтинг кассовых сборов | Рейтинг кассовых сборов | Cc                   |
| Фильм                         | Дата выпуска | Бюджет     | Северная Америка          | С поправкой на инфляцию (Северная Америка) | Другие территории         | В мире                    | All-time North America  | All-time worldwide      | Cc                   |
| ----------------------------- | ------------ | ---------- | ------------------------- | ------------------------------------------ | ------------------------- | ------------------------- | ----------------------- | ----------------------- | -------------------- |
| Новая надежда                 | 25 мая 1977  | 11 млн $   | 460,998,007 $             | 1,608,419,900 $                            | 314,600,000 $             | 775,598,007 $             | #16                     | #90                     | [ 75 ] [ 76 ]        |
| Империя наносит ответный удар | 21 мая 1980  | 33 млн $   | 290,075,067 $             | 886,571,200 $                              | 257,900,000 $             | 547,975,067 $             | #91                     | #183                    | [ 77 ] [ 78 ] [ 79 ] |
| Возвращение джедая            | 25 мая 1983  | 32.5 млн $ | 309,306,177 $             | 849,356,500 $                              | 166,000,000 $             | 475,306,177 $             | #75                     | #220                    | [ 80 ] [ 81 ]        |
| Итог                          | Итог         | 76.5 млн $ | 1 060 779 251 $           | 3,344,347,600 $                            | 728 500 000 $             | 1 798 879 251 $           | #2                      | #2                      |                      |

### Награды
В 1989 году Библиотека Конгресса выбрала «Новую надежду» для сохранения в Национальном реестре фильмов США как «культурно, исторически или эстетически значимый». «Империя наносит ответный удар» была выбрана в 2010 году. 35-миллиметровые катушки Специальных изданий 1997 года были версиями, первоначально представленными для сохранения из-за сложности переноса с оригинальных принтов, но позже было обнаружено, что в Библиотеке имеется отпечаток авторского права оригинальных театральных выпусков. К 2015 году «Звёздные войны» были переведены в режим сканирования 2K, который можно посмотреть по предварительной записи.